# Erling Lorentzen
Erling Sven Lorentzen (Oslo, 28 de janeiro de 1923 - Oslo, 9 de março de 2021) foi um empresário norueguês radicado no Brasil. Ele foi fundador e presidente da Aracruz Celulose, da qual sua família e outros acionistas detinham 28% das ações até a venda em janeiro de 2009 para o Grupo Votorantim.

## Biografia

### Segunda Guerra Mundial
Sexto filho de Øivind Lorentzen e de sua esposa Ragna Nilsen, Erling, aos dezessete anos, voluntariou-se para servir na Segunda Guerra Mundial, embora não fosse velho o bastante. Ele atuou no setor médico, ajudando a cuidar de feridos. Envolveu-se no movimento de resistência norueguesa, que estava sendo organizado gradualmente. No final de 1942, contudo, Lorentzen foi obrigado a fugir da Noruega, partindo para a Suécia e depois para a Inglaterra, onde foi treinado por um ano.
No início de 1944, Erling retornou à Noruega e recebeu a tarefa de organizar, treinar e liderar tropas em uma área do país, onde havia uma importante ligação ferroviária entre o sul e o oeste. Lá permaneceu até o fim da guerra, instruindo cerca de oitocentas pessoas.
Quando a guerra finalmente acabou, Erling Lorentzen resolveu continuar seus estudos e foi aceito na Harvard Business School, nos Estados Unidos. Após o término dos estudos, ele regressou à Noruega para ajudar a administrar os negócios da família, mas também continuou seu serviço militar.

### Casamento
Erling Lorentzen casou-se com a princesa Ragnhild da Noruega, a filha mais velha do rei Olavo V e da princesa Marta da Suécia, em 15 de maio de 1953, em Asker. O casal mudou-se para o Rio de Janeiro, e teve três filhos:
- Haakon Lorentzen (23 de agosto de 1954)
- Ingeborg Lorentzen (27 de fevereiro de 1957)
- Ragnhild Lorentzen (8 de maio de 1968)

Erling ficou viúvo em 16 de setembro de 2012.

### Negócios
O negócio de sua família era marinha mercante, e os Lorentzen tinham uma linha que ia do golfo do México até a costa leste do Brasil e da Argentina. No início dos anos 50, Erling planejou uma visita ao Brasil, para encontrar-se com seus representantes. Na época, eles transportavam gás de petróleo liquefeito do golfo do México ao Brasil.
A caminho do Brasil, Erling soube que a Esso estava querendo vender sua companhia de distribuição de gás no Brasil. Então, em vez de visitar seus representantes, Erling procurou saber mais a respeito de tal companhia que estava à venda, que expandiria o negócio de transporte de GPL. Quando os Lorentzen compraram a companhia, Erling mudou-se para o Brasil permanentemente. A companhia cresceu consideravelmente, mas Lorentzen vendeu-a em 1972.
Depois da venda, ele iniciou outros negócios, tais como a Aracruz.

## Morte
Morreu em 9 de março de 2021, aos 97 anos, na cidade de Oslo, capital da Noruega.